# هاري كلاينفلتر
هاري فيتش كلاينفلتر الابن (بالإنجليزية: Harry Fitch Klinefelter, Jr) ـ (20 مارس 1912 ـ 20 فبراير 1990) هو طبيب روماتزم وغدد صماء أمريكي، سُميت نسبة إليه متلازمة كلاينفلتر، التي وصفها في مطلع أربعينيات القرن العشرين تحت إشراف فولر أولبرايت، إلا أنه أرجعها في البداية إلى خلل هرموني، لا ـ كما هو واقع الحال ـ إلى خلل كروموسومي.